# Хума
Вижте пояснителната страница за други значения на Хума.
Хумата (на латински: humus – пръст) е вид белезникава „мазна“ глина, широко употребявана от векове като козметично и хигиенно средство в народната медицина.
Хумата влиза в състава на много готови козметични маски за кожа и коса, но се продава и отделно (на фин прах) за приготвяне в домашни условия. Обикновено се смесва с вода, кисело мляко, жълтък, пчелен мед, мас или лимонов сок. Маските с хума са особено препоръчителни за мазна или повяхнала кожа, а на склонната към омазняване коса придават блясък и обем. Хумата е изпитано средство за успокояване на подсечената кожа при бебетата. Смесена със зехтин, се използва за приготвяне на маски за коса.
До появата на латексовите бои, хумата е сред най-разпространените бои или основи за бои за вътрешно боядисване.
Тя може да се намери в различни цветове – бяла (каолин), светлосива, зеленикава, розова, синя, жълта. Различните цветове се дължат на различни минерали, които се съдържат в нея.